# Hans Martin Tschudi

Hans Martin Tschudi

Hans Martin Tschudi (* 7. Oktober 1951 in Grabs, heimatberechtigt in Basel und Schwanden GL) ist ein Schweizer Jurist und früherer Politiker (DSP). Von 1994 bis 2005 war er Mitglied der Regierung des Kantons Basel-Stadt.

## Leben
Er wurde als dritter Sohn des Pfarrers Felix Tschudi geboren. Tschudi legte 1970 seine Matur am Humanistischen Gymnasium, heute Gymnasium am Münsterplatz, in Basel ab und studierte von 1970 bis 1975 an der Universität Basel Rechtswissenschaften. Von 1975 bis 1981 absolvierte er unterschiedliche Praktika bei Rechtsanwälten, Unternehmen und in der Verwaltung. In dieser Zeit promovierte er 1979 zum Thema Die Gestaltung der Arbeitsverhältnisse durch die Sozialpartner des schweizerischen Baugewerbes dargestellt an der Entwicklung des Landesmantelvertrages für das schweizerische Hoch- und Tiefbau-, Zimmer-, Steinhauer- und Steinbruchgewerbe 1938–1976 und hielt sich 1980 zu einem Studienaufenthalt an der Universität Harvard in USA auf. 1989 absolvierte er die Schweizerischen Kurse für Unternehmensführung (SKU). Von 1981 bis 1994 war Tschudi Generalsekretär des Wirtschafts- und Sozialdepartements des Kantons Basel-Stadt.
2005 übernahm er die Leitung des SBB-Regionalverkehrs Nordwestschweiz, trat aber bereits nach einem Jahr von seinem Amt zurück. Von 2006 bis 2018 war er Partner in einer Basler Anwaltskanzlei und hielt als Lehrbeauftragter für Grenzüberschreitende Zusammenarbeit Vorlesungen an den Universitäten St. Gallen und Strassburg (2006 – 2017/2019). Seit 2006 unterrichtet Tschudi an der Fachhochschule Nordwestschweiz, seit 2021 als Gastprofessor. Zusammen mit Benjamin Schindler, Christoph Errass und Michael Frey ist er Herausgeber der Schriften zur Grenzüberschreitenden Zusammenarbeit im Dike Verlag, Zürich/St. Gallen.
Er ist seit 2006 Präsident des Sinfonieorchesters Collegium Musicum Basel. Im September 2018 hat er sein eigenes Beratungsunternehmen gegründet.

### Familie
Tschudi lebt mit seiner Familie in Riehen. Er ist verheiratet mit der Apothekerin Barbara Tschudi geb. Denzler und hat einen Sohn. Hans Martin Tschudi ist ein Neffe von Alt-Bundesrat Hans-Peter Tschudi.

## Politik
Hans Martin Tschudi wurde 1980 als Vertreter der SP in den Grossen Rat gewählt, legte dieses Amt allerdings nieder, als er Generalsekretär des Wirtschafts- und Sozialdepartements wurde. 1984 wurde er Mitglied der Synode der evangelisch-reformierten Kirche des Kantons Basel-Stadt und amtierte von 1990 bis 1993 als Präsident der Synode. 1994 erfolgte die Wahl in den Regierungsrat als Nachfolger von Karl Schnyder. Er stand während seiner gesamten Amtszeit dem Justizdepartement vor. Als Justizdirektor war er auch verantwortlich für die (trinationale) Aussenpolitik. In dieser Funktion war er von 1998 bis 2005 Schweizer Delegationsleiter in der D-F-CH-Oberrheinkonferenz und deren Präsident in den Jahren 1999, 2001 und 2004. Von 2000 bis 2005 war er ausserdem Mitglied der Schweizer Delegation und seit 2002 Vizepräsident im Kongress der Gemeinden und Regionen des Europarates.
Ende 2004 wurde er bei den Gesamterneuerungswahlen im 1. Wahlgang nicht bestätigt. Überraschend trat er nicht mehr zum 2. Wahlgang an und verliess die Regierung mit dem Ende seiner Amtszeit im Frühjahr 2005. Hans Martin Tschudi galt politisch als sozial-liberaler Mann der Mitte. In der Amtszeit Tschudis wirkte sein Departement unter anderem an der neuen Basler Kantonsverfassung mit, die 2006 in Kraft trat. Tschudis lange Amtszeit in der Regierung führte dazu, dass er – in Basel oft auch nur Hamatschu genannt – öfters Thema der Schnitzelbänke an der Basler Fasnacht war.

## Auszeichnungen
- 2005: Europäer des Jahres 2005, Auszeichnung verliehen durch die Neue Europäische Bewegung Schweiz an die Regierungsmitglieder der Arbeitsgruppe EUREFKA der Konferenz der Kantonsregierungen (KdK).
- 2006: Ernennung zum Ehrenmitglied des Kongresses der Gemeinden und Regionen des Europarates, Übergabe der Medaille PRO MERITO im Palais de l’Europe in Strasbourg.[3]
- 2010: 3. Preis beim Wettbewerb „Grenzen fließen“ der Johanna-von-Pfirt-Gesellschaft für die mit Kerstin Odendahl herausgegebenen Schriften zur Grenzüberschreitenden Zusammenarbeit.[4]
- 2021: Ernennung zum Gastprofessor an der Fachhochschule Nordwestschweiz.[5]
- 2024: Verleihung des Ehrenpreises Prix Bartholdi im Basler Rathaus für das langjährige grenzüberschreitende Engagement am trinationalen Oberrhein.[6]